# Grabmäuse
Die Grabmäuse (Oxymycterus) sind eine in Südamerika lebende Nagetiergattung aus der Gruppe der Neuweltmäuse. Sie umfassen 17 Arten.

## Merkmale
Diese Nagetiere erreichen eine Kopfrumpflänge von 9 bis 17 Zentimetern, der Schwanz misst 7 bis 15 Zentimeter. Das Gewicht ist nur von einer Art bekannt, O. rufus wiegt 45 bis 125 Gramm. Ihr dünnes Fell ist an der Oberseite rötlich, gelbbraun, dunkelbraun oder schwarz gefärbt, die Unterseite ist heller. Die Schnauze ist langgestreckt, der relativ kurze Schwanz ist spärlich bis mittelmäßig behaart.

## Verbreitung und Lebensweise
Die Grabmäuse leben im mittleren Südamerika, ihr Verbreitungsgebiet reicht vom mittleren Peru und Bolivien über weite Teile Brasiliens bis ins nördliche Argentinien. Ihr Lebensraum sind Sümpfe, Grasländer und Waldgebiete.
Sie leben in unterirdischen Bauen, die sie von anderen Tieren übernommen haben, oder auf dem Erdboden. Zumindest eine Art, O. rufus, ist tagaktiv. Diese Tiere ernähren sich in erster Linie von Insekten, daneben fressen sie auch andere wirbellose Tiere und gelegentlich Pflanzen. Damit gleichen sie in der Lebensweise den nordamerikanischen Grashüpfermäusen (Onychomys). Mehrmals im Jahr bringt das Weibchen ein bis sechs Jungtiere zur Welt.

## Systematik
Es werden 17 Arten unterschieden:
- Oxymycterus akodontius bewohnt das nordwestliche Argentinien.
- Oxymycterus amazonicus ist im zentralen Brasilien verbreitet.
- Oxymycterus angularis kommt im äußersten Nordosten Brasiliens vor.
- Oxymycterus caparoae lebt im südöstlichen Brasilien.
- Oxymycterus dasytrichus bewohnt ebenfalls das südöstliche Brasilien.
- Oxymycterus delator lebt in Ostparaguay und Südostbrasilien.
- Oxymycterus hiska ist nur aus einem kleinen Gebiete in Südostperu und Nordwestbolivien bekannt. Die Art ist laut IUCN gefährdet.
- Oxymycterus hispidus bewohnt das südöstliche Brasilien.
- Oxymycterus hucucha ist nur aus einem kleinen Gebiet Zentralboliviens bekannt und gilt als gefährdet.
- Oxymycterus inca bewohnt Südperu und Nordbolivien.
- Oxymycterus josei kommt in Uruguay vor.
- Oxymycterus nasutus bewohnt Südostbrasilien und Uruguay.
- Oxymycterus paramensis ist in den Anden von Südperu bis Nordargentinien verbreitet.
- Oxymycterus quaestor lebt in Südostbrasilien und Nordostargentinien.
- Oxymycterus roberti ist im östlichen Brasilien beheimatet.
- Oxymycterus rufus bewohnt das östliche Argentinien.
- Oxymycterus wayku wurde aus dem nördlichen Argentinien berichtet.[1]

Laut IUCN sind zwei Arten, O. hiska und O. hucucha, gefährdet (vulnerable).